# Aérographie
 (septembre 2011).
Si vous disposez d'ouvrages ou d'articles de référence ou si vous connaissez des sites web de qualité traitant du thème abordé ici, merci de compléter l'article en donnant les références utiles à sa vérifiabilité et en les liant à la section « Notes et références ».
L'aérographie est une technique picturale utilisant de l'air comprimé pour entraîner puis projeter un aérosol de gouttelettes d'encre ou de peinture vers la feuille de papier ou le support choisi. 

## Matériel
Avant l'ère de l'image digitale, c'est-à-dire jusque dans les années 1990-1992, l'aérographe a été très utilisé pour améliorer, coloriser ou truquer des photographies. 
La propagande russe a ainsi truqué de nombreuses photos après les grandes purges de Staline et plus tard lors de la déstalinisation, ce qui a donné lieu à l'expression anglophone airbrushed out décrivant les techniques utilisées par certains régimes totalitaires pour réécrire l'histoire, notamment via la production et diffusion d'images fausses. 
Les expressions anglophones airbrushed ou airbrushed photo décrivent aussi les photos glamour où toutes les imperfections des modèles étaient effacées, ou sur lesquelles certains attributs étaient en quelque sorte « améliorés ». Ces expressions ont pris une connotation péjorative pour décrire les images de certains journaux (Playboy, puis plus tard Maxim, et Whoopee magazine…) ou de communication publicitaire, politique ou institutionnelle, non réaliste à force d'en chasser les imperfections. 
Des logiciels tels que Photoshop ont conservé un outil aérographe et en ont ajouté d'autres (par exemple, l'outil tampon), qui permettent d'encore améliorer les possibilités de truquage ou correction d'image.
L'outil utilisé est l'aérographe, le plus souvent alimenté en air par un compresseur auquel il est connecté par un tuyau souple de plastique renforcé de nylon. L'air peut être pulsé par la bouche avec les modèles les plus simples et rustiques (souvent destinés aux enfants), ou plus souvent par un compresseur, par une bouteille d'air ou d'azote comprimé pour les professionnels).
En illustration, l'aérographe est utilisé pour dessiner (ou colorer un dessin) sur un papier spécial. Ce papier est couché et légèrement glacé en surface, de manière à pouvoir en décoller les films de plastique adhésif (ou frisquette) utilisés pour détourer les formes à peindre.
L'aérographe a aussi été très utilisé, notamment par les publicitaires, certains photographes et certains services de propagande pour retoucher des photos. 
Cette technique, qui a été la plus utilisée dans les années 1920-1930, notamment par les affichistes, et qui a connu un regain de popularité vers 1980-1990, est très délicate en raison de la difficulté de manier l'aérographe mais aussi de sa sensibilité à l'encrassement, mais quand elle est maîtrisée elle permet un contrôle très fin de la peinture et les nuances et dégradés les plus subtils. La couche d'encre projetée à chaque passage étant extrêmement fine, le traitement de grandes surfaces requiert des types d'aérographes différents. On utilise alors plus volontiers la bombe de peinture (pour les ciels devant être peints sur de grandes surfaces par exemple), en réservant l'aérographe aux parties du dessin qui nécessitent un traitement délicat et précis).

## Usages
L'aérographie a été utilisée pour de nombreux usages, dont :
- dessin d'illustration (coloration de dessins techniques, de vulgarisation scientifique, d'illustration pour adultes ou pour enfant, de décor de films ou dessins animés, publicité, etc)
- peinture de maquettes
- décor ou élément de décor sur véhicules, panneaux muraux, casques de moto, etc.
- dans l'industrie (ou par des artisans) pour la projection d'encres à cuire sur le verre ou la céramique
- certains maquillages de théâtre ou d'acteurs de cinéma (en particulier dans les films d'horreur ou de science-fiction), ou pour vieillir ou rajeunir le visage ou les mains d'acteurs de cinéma).

## Aérographie et santé
L'aérosol pulsé par l'aérographe peut être extrêmement fin, ce qui facilite la dispersion dans l'air des micro- ou nanoparticules de pigment, et du solvant (eau ou solvant organique, selon les encres et pigments utilisés). Ces derniers peuvent être facilement inhalés et provoquer des malaises ou allergies graves, ainsi qu'une accumulation de métaux lourds dans l'organisme (de nombreux pigments colorés sont des oxydes de métaux toxiques). Les encres techniques sont conçues pour résister aux ultraviolets, à la lumière visible et parfois à la chaleur ou à l'eau. Elles contiennent dans ces cas des résines, catalyseurs ou additifs susceptible les rendent plus toxiques ou plus allergènes. Il convient donc, comme pour la peinture à la bombe ou au pistolet à peinture, se protéger au moyen d'un masque à cartouche filtrante (pour les encres contenant des solvants organiques), ou d'un masque de fibre de type FFP3. Les solvants utilisés pour le nettoyage de l'appareil sont également toxiques, et les compresseurs utilisés jusqu'à la fin du XXe siècle peuvent perdre une quantité significative d'huile minérale durant leur vie.
Un usage fréquent ou permanent sans protection individuelle (masques, gants..) bonne ventilation ou protection collective (de type hotte à flux laminaire), en atelier d'illustration ou de peinture industrielle peut conduire à des allergies graves avec prurit, choc anaphylactique, Œdème de Quincke, eczéma (syndrome), érythème ou urticaire (locale ou généralisée).

## Alternatives
L'aérographe a été moins utilisé à partir des années 2000, au profit de l'image créée et travaillée sur l'ordinateur (infographie), grâce aux progrès des logiciels de dessin, mais surtout des qualités de vinyle permettant une déformation parfaite sur la carrosserie appelé total covering.  L'aérographe garde encore beaucoup d'avantages notamment par la qualité des peintures, par la netteté lors des agrandissements et le manque de trame ou pixels, il permet toute retouche, réparation, retour en arrière et changement de décoration sans agresser le support. C'est surtout une technique d'expression artistique.

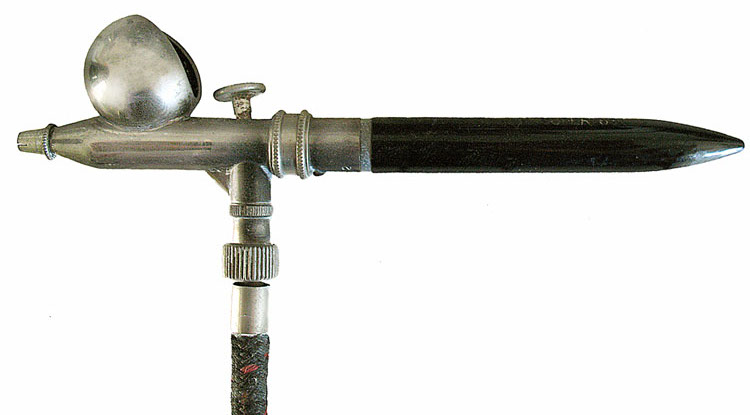
Aérographe
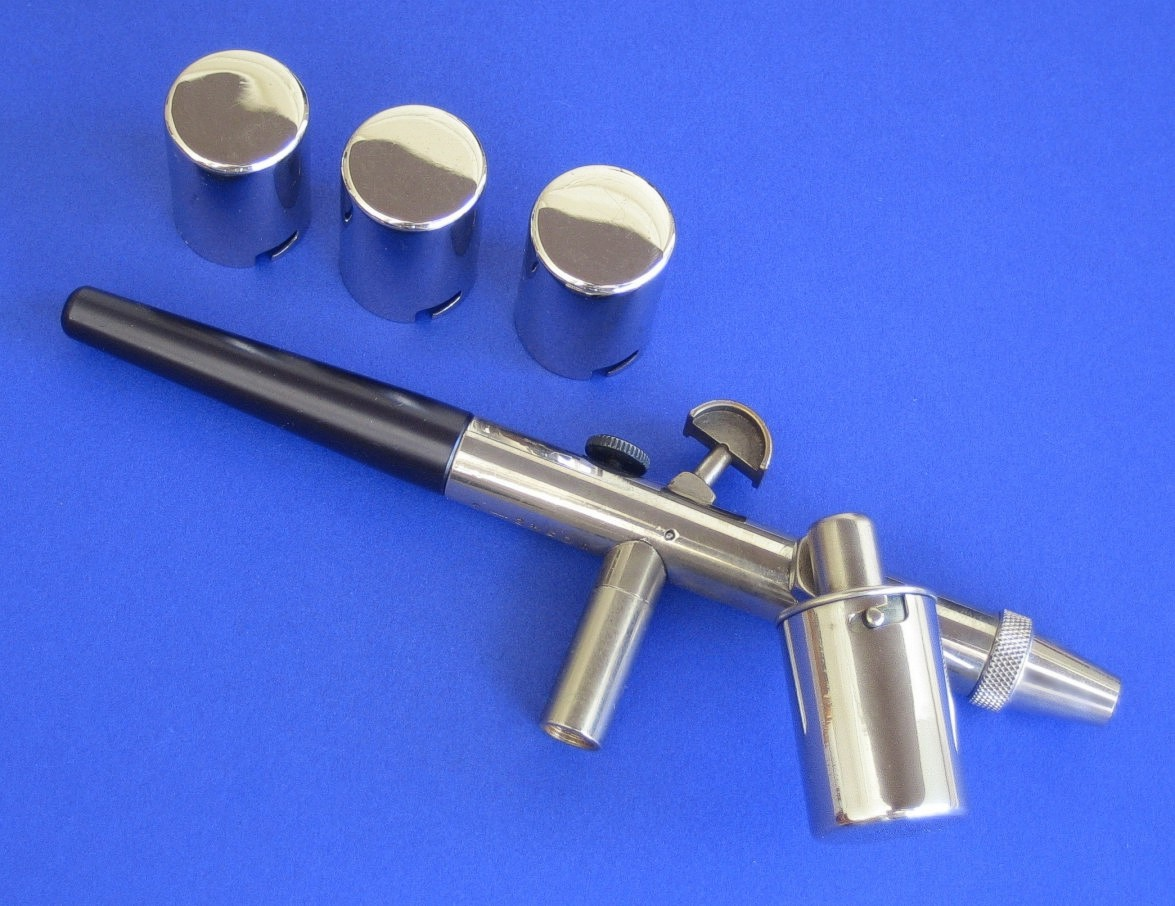
Modèle à plusieurs grands réservoirs de peinture, facilement interchangeables
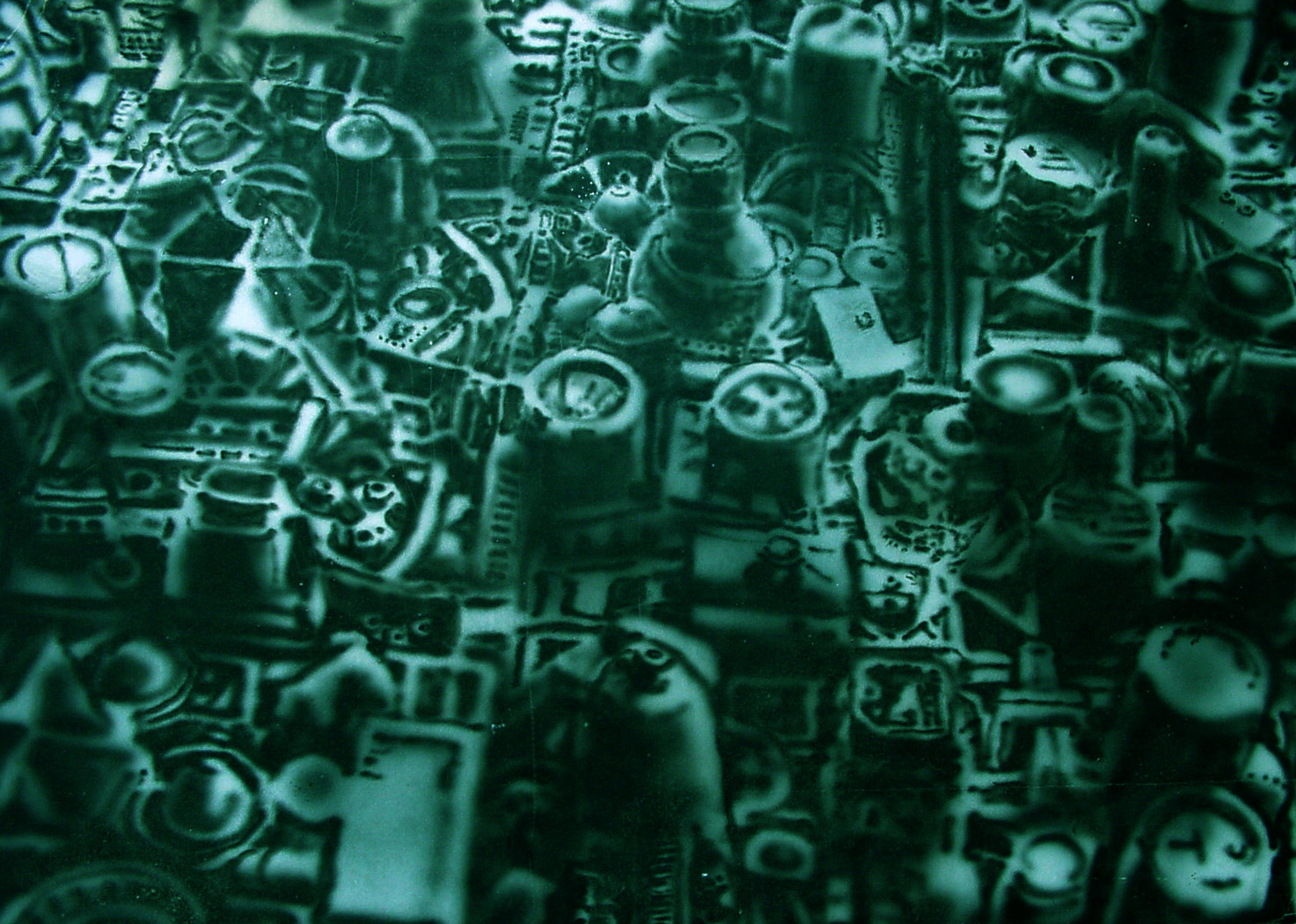
Exemple de rendu (aérographie à l'encre de chine, sur carton blanc, à main levée, sans caches)
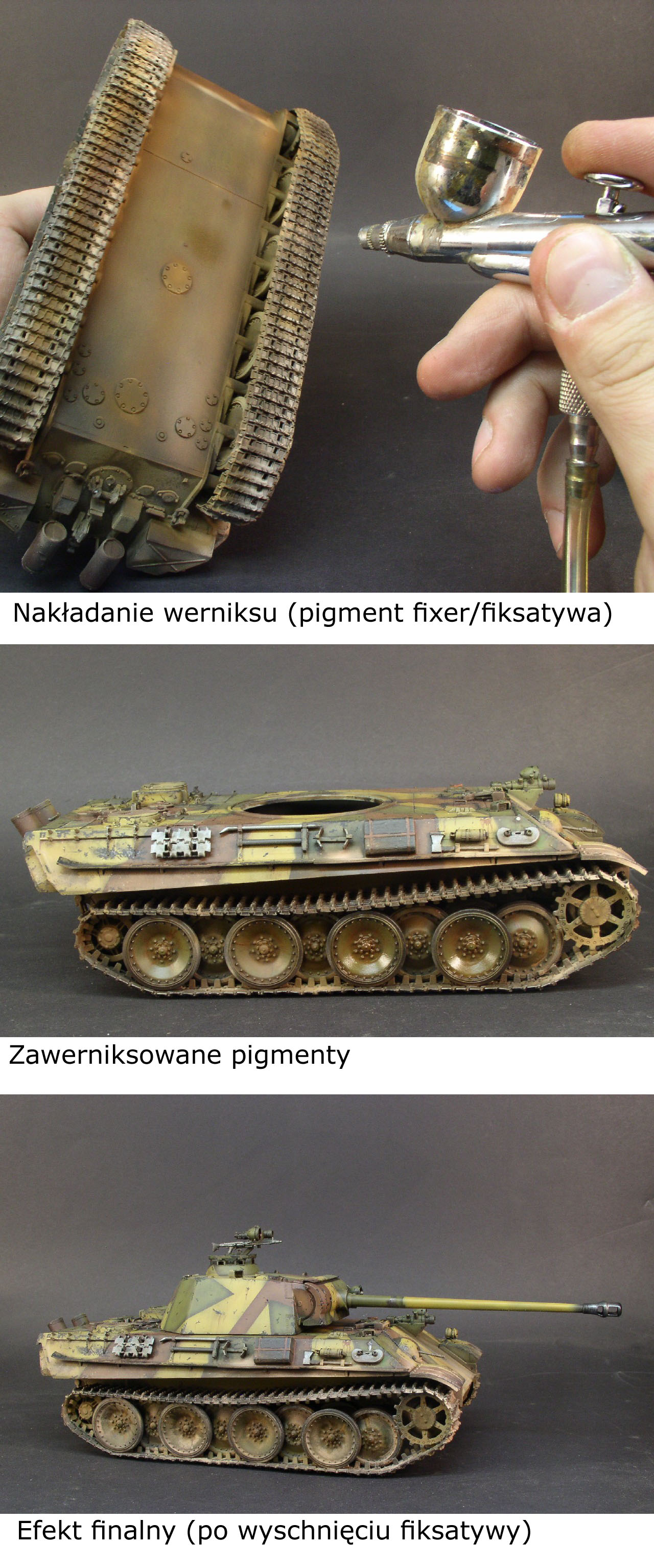
L'aérographe est encore utilisé pour le maquettisme,pour la finesse des détails qu'il permet